# Stanisław Fornal
Stanisław Fornal (ur. 1 listopada 1933 w Częstochowie, zm. 24 października 2023 w Lublinie) – polski dziennikarz radia i prasy, satyryk, reżyser radiowy, dokumentalista dziejów Polskiego Radia, literat.

## Życiorys
Ukończył filologię polską (Uniwersytety we Wrocławiu i Łodzi, 1951-1956; praca magisterska: „Miesięcznik «Okolica Poetów». Zarys monograficzny”). 
Dziennikarz i reżyser radiowy. W latach 1956–1975 w rozgłośni Polskiego Radia w Kielcach, od roku 1965 kierownik Redakcji Audycji Literackich. Od 1975 do 1982 roku – zastępca redaktora naczelnego Rozgłośni Polskiego Radia i Telewizji w Lublinie. Nadzorował prace Redakcji: Literackiej, Muzycznej i Młodzieżowej. Etatowym pracownikiem Polskiego Radia przestał być 31 grudnia 1982 roku, przechodząc na wcześniejszą, motywowaną zdrowotnie, emeryturę.
Autor słuchowisk, reportaży, magazynów, montaży dokumentalnych i felietonów – nadawanych we wszystkich programach krajowych Polskiego Radia.
Jeden z niewielu dokumentalistów historii Polskiego Radia – autor książek, artykułów, licznych audycji radiowych, prezentacji telewizyjnych. Wydane książki – m.in.: Anteny nad Bystrzycą (1997) – dzieje radia w Lublinie,  Harce na hercach w radiowych Kielcach (2002) – z dziejów Radia Kielce, Spod półwiecznego pióra (1956-2006), Epizody z życia jednego radiowca w dwóch miastach średniej wielkości (2006). Dokumentalista dziejów radia w Kielcach i Lublinie, m.in. w audycjach: Kiedy radiofon zdobywał świat, Gdy radio raczkowało, Antenatka naszych anten, Zawsze radio, wszędzie radio, Lubelskie radia niezwykłe (Radio planety Majdanek, Komu brzęczała Pszczółka, Radio Solidarność Świdnik).
Radiowo, prasowo i książkowo udokumentował – poprzez zapis relacji uczestniczek zdarzeń – historię unikatowego „Radia planety Majdanek”, działającego w hitlerowskim obozie śmierci w 1943 roku. Kopie audycji i rozdział książki byłe więźniarki Majdanka (Matylda Woliniewska, Danuta Brzosko-Mędryk, Wanda Grzegorzewska) rozpowszechniły, także w przekładach na języki obce, pośród koleżanek obozowych za granicą.
Zaproszony do współpracy z  Centrum Historii Polskiej Radiofonii, w latach 1981-1995 współdziałał z Maciejem J. Kwiatkowskim – pionierem radiowego dziejopisarstwa. Jest autorem kieleckich i lubelskich biogramów w „Leksykonie twórców Polskiego Radia”.
Uprawnienia reżyserskie Teatru Polskiego Radia otrzymał w roku 1967. W Teatrze Polskiego Radia w Warszawie współpracował z Antoniną Gordon-Górecką, Anną Seniuk, Henrykiem Bąkiem, Kazimierzem Opalińskim, Stanisławem Zaczykiem, Andrzejem Sewerynem i innymi wybitnymi aktorami scen warszawskich.
Zbieracz gadek ludowych, prezentowanych radiowo w cyklach: Roztropność wieśniacza, Chłopski rozum i Śladami Kolberga, a także drukowanych w pismach. Zbiory te stały się tworzywem obszernej książki pt. Roztropność wieśniacza, swojskie gadki czyli bajki, którą opracował i opublikował – jako stypendysta Ministra Kultury i Dziedzictwa Narodowego – w roku 2008. Książka, wzbogacona o płytę CD z antologią nagrań najlepszych gawędziarzy świętokrzyskich z lat 60. i 70. XX wieku, zyskała pochlebne oceny folklorystów i filologów – m.in. profesorów: Rocha Sulimy, Jana Miodka, Haliny Pelc i Jerzego Bartmińskiego, który włączył ją do źródeł  Słownika stereotypów i symboli ludowych, wydawanego przez UMCS.
Był redaktorem przedstawianych słuchaczom w całym kraju wieloodcinkowych przewodników po regionie: Z alfabetem po Kielecczyźnie – w Programach I i II, Kieleckie abecadło turystyczne i Kielecczyzna sercu bliska w Programie III. Redagował dla Programów I i II kolejne wydania Kieleckich rozmaitości literacko-muzycznych, magazynu Kultura pilnie poszukiwana, audycje poetyckie, odcinki prozy, rozmowy o kulturze; pisał felietony z cyklu Plamy na mapie.
W archiwum dźwiękowym Radia Kielce pozostawił ponad 350 pozycji własnych i około 50 współautorskich.
Laureat ogólnopolskich konkursów na reportaż radiowy (m.in. za Historię jednego marsza – 1973), słuchowisko Piesek cioci Tosi (1979) i magazyny satyryczne (1967,1969). Nagroda Prezesa PR i TV za Wieczór Literacko-Muzyczny List spod Łysej Góry (1967). Nominowany do „Złotego Mikrofonu” (1969) za radiowy reportaż literacki. Nagroda w konkursie wspomnień „Moja praca w PR i TV” (1981); finalista Międzynarodowego Konkursu „Prix Phonurgia Nova 1996” w Arles –  prezentując w kategorii „Radio ma 100 lat”, tryptyk dokumentalny pt. Zawsze radio, wszędzie radio, części: 1. Pudełka pełne dźwięku – epizody z dziejów radia w Polsce od początku do roku 1945, ukazywane zarówno od strony mikrofonów i nadajników, jak i anten odbiorczych;  2. Radio planety Majdanek  – światowy ewenement: radio bez jakiejkolwiek techniki, a jednak najprawdziwsze, działające jako wolny głos więźniarek w hitlerowskim obozie śmierci w roku 1943; 3. Radio Solidarność Świdnik  – robotnicza, antykomunistyczna dywersja w eterze (1983-1988). Laureat Konkursu SDP „Podziemne słowo” – za Jak kapral z generałem wojował (2001); nagroda specjalna I Ogólnopolskiego Konkursu Satyrycznego „Wąchock 2002” – za cykl limeryków.
Od 1955 roku współpracownik prasy regionalnej i krajowej (m.in. „Słowo Ludu”, „Kronika”, „Kamena”, „Kaktus”, „Przemiany”, „Tygodnik Kulturalny”, „Radio i Telewizja”, „Antena”, „Kurier Lubelski”, „Tygodnik Współczesny”, „Dziennik Lubelski”, „Gazeta Powszechna”, „Dzień”, „Relacje” „Express-Fakty”, „Wiadomości Kulturalne”, „Ikar”, „Bibuła”, „Forum Dziennikarzy”). Kielecki korespondent „Życia Literackiego” (1967-1971); stały felietonista miesięcznika Stowarzyszenia Dziennikarzy Polskich „Prasa Polska” – między lutym 1987 a marcem 1990 roku zamieścił tu 32 felietony o języku prasy, radia i telewizji w 2 cyklach: Usta mówią, ręce piszą i Język giętki czy łamany (1984-1990); autor rubryki Co słychać, co widać? w „Gazecie Lubelskiej”; twórca Słownika wyrazów obecnych – cyklu felietonów w Radiu Lublin.
Długoletni współpracownik Redakcji Humoru i Satyry Polskiego Radia. Samodzielnie przygotowywał audycje cykliczne Kto się z czego śmieje. Jego teksty, w tym Frachy na Lachy – fraszki na Laszki wykonywali w Radiovariete, Trzy po trzy, Podwieczorku przy mikrofonie Irena Kwiatkowska, Mieczysław Czechowicz, Edmund Fiedler, Joanna Jedlewska, Saturnin Żórawski i inni wybitni aktorzy. Był dwukrotnym laureatem głównych nagród audycji konkursowych letniego „Studia Wczasowego”. Stały współpracownik „Raturo” Programu III PR. Autor tekstów w kabaretach: „Żółtodziób” (Poznań) i „Kaczka” (Kielce).
Używane pseudonimy: Stanfor, Stanisław Lanroff, Jan Osetyński, Maciej Korytnik, Roman Rufusiński, Emerycjusz Chciejski.
Członek Stowarzyszenia Dziennikarzy Polskich (od 1962) i Związku Literatów Polskich (od 2005). Działacz SDP – był m.in. wiceprezesem i sekretarzem Zarządu Oddziału lubelskiego. Współzałożyciel i działacz Stowarzyszenia Przyjaciół Radia Lublin (od 2010). Członek założyciel i działacz Stowarzyszenia „W Stronę Sztuki” (od 1995).
Odznaczenia – m.in.: „Zasłużony Działacz Kultury” (1967), „Honorowa Odznaka Polskiego Radia i Telewizji” (1972), Medal „Za zasługi dla Kielecczyzny” (1972), Złoty Krzyż Zasługi (1980), „Zasłużonemu dla Lublina” (1982), Krzyż Kawalerski Orderu Odrodzenia Polski (1987), Medal Prezydenta Miasta Lublina (2006), Medal 700-lecia Miasta Lublin (2017).
Został pochowany 30 października 2023 roku w Lublinie na cmentarzu wojskowo-komunalnym przy ul. Białej, w Alei Zasłużonych (II Kolumbarium).
Pamięci Stanisława Fornala poświęcona jest audycja Marii Brzezińskiej z Radia Lublin pt. „List do STANFORA”.

## Wydane książki
- Anteny nad Bystrzycą, 1997, ISBN 8390348950
- Miecz nad stajnią, 1998, ISBN 8390280620
- Minimy, 2002, ISBN 8391743500
- Harce na hercach, 2002, ISBN 8391509605
- Frachy na Lachy – fraszki na Laszki, 2003, ISBN 8389373114
- Powiedzenia i niedopowiedzenia, 2005, ISBN 8392091914
- Zbieram myśli, sieję fraszki, 2006, ISBN 8392091957
- Spod półwiecznego pióra, 2006, ISBN 8391551946
- Myśli ultrakrótkie – Ultrakurzgedanken, 2006, ISBN 8360702020
- Niedomilczenia, 2007, ISBN 9788360702208
- Roztropność wieśniacza, 2008, ISBN 9788372733375
- Fraszne rzeczy, fraszkobliwe myśli, 2011, ISBN 9788362648528

## Teksty w antologiach i innych wydawnictwach zbiorowych
- Strachy na smugu, 1974
- Nie tylko dowcipy o Wąchocku, 2002, ISBN 8372730903
- Księga aforyzmów, 2004, ISBN 8371832176
- Z fraszką przez stulecia, 2004, ISBN 8389637103
- Wielka księga myśli polskiej, 2005, ISBN 9788374045056
- Księga fraszek, 2006
- Wspomnienia niekontrolowane: Epizody z życia jednego radiowca w dwóch miastach średniej wielkości, 2006
- Podziemne słowo, 2006, ISBN 9788392502302
- Leksykon twórców Polskiego Radia, tom I, 2006
- Satyrbia, 2008, ISBN 8387824291

## Słuchowiska radiowe
- Proces przeciw wiośnie, 1957, PR Kielce
- Inteligenckie misteria, 1957, PR Kielce
- Błąd Biskupa Gedeona, 1958, PR Kielce
- Raport wójta, 1961, PR Kielce
- Żart na drucie, 1963, PR Kielce
- Dyskurs o księżycu, 1964, PR Kielce
- Jak się macie na sabacie, pp 1971, PR Warszawa, Program I
- Kieleckie lata, 1972, PR Warszawa, Program I, 1972, Program II
- Zielone pola, zielone lata, PR Warszawa, 1969, Program I, 1975, Program II
- Gwiazda w żałobie, 1976, PR Warszawa
- Jak pszczoły, jak ziarno…, 1977, PR Warszawa, Program I i II
- Piesek cioci Tosi, 1980, PR Warszawa
- Seans w kinie „Orion”,1980, PR Lublin
- Eros o drogę pyta, 1982, PR Lublin
- Nowa Babiniada, 1982, PR Lublin
- Radiowa szopka kielecka, 1956-1967 (współautor: Ryszard Podlewski)

## Ważniejsze publikacje prasowe
- U kresu drogi Leopolda Staffa, „Przemiany”
- Oddech ziemi, „Przemiany”
- Była jesienna Kielecczyzna…, „Przemiany”
- Duma z Hetmana, „Przemiany”
- Poeta wsi nie zawsze wesołej, „Przemiany”
- Mefisto spod Lipska, „Magazyn Niedzielny”
- W Tradycjowicach będzie lepiej…, „Słowo Ludu”
- Pisarski rodowód Pawła Jasienicy, „Ikar”
- Kim był Paweł Jasienica?, „Relacje”
- Mędrsi od Ikara…, „Ikar”
- Czapa za radio, „Gazeta Wyborcza”

## Stałe rubryki w prasie
- Listy z Kielc, „Życie Literackie”, 1967-1971
- Usta mówią, ręce piszą..., „Prasa Polska”, 1983-1990
- Język giętki czy łamany, „Prasa Polska”, 1983-1990
- Co słychać, co widać?, „Gazeta Lubelska Dzień”, 1990-1992
- Gdyby ode mnie zależało..., „Gazeta Powszechna”, 1992-1993

## Ważniejsze literackie audycje radiowe, cykle
- Listy spod Łysej Góry – miesięcznik społeczno-kulturalny, 1961-1975
- Wizyty literackie (I i II) – magazyn literacki, PR Warszawa, Program I
- Rzeźbią ślady istnienia – magazyn literacki, PR Warszawa, Program I
- Nagłowic żywot poczciwy – reportaż literacki, PR Warszawa, Program I
- Ożenek z Czarnolasem – reportaż literacki, PR Warszawa, Program I
- Drogi do Czarnolasu – magazyn literacki, PR Warszawa, Program I
- Tu także Warszawa – reportaż literacki, PR Warszawa, Program I
- Domek w szczerym polu – reportaż literacki, PR Warszawa, Program I
- To był ktoś czyli Kazimierz Edmunda Johna – montaż lit., PR Warszawa, Program I
- Zawsze radio, wszędzie radio – tryptyk dokumentalny, PR Warszawa, Program I
- Słownik wyrazów  o b e c n y c h – cykl felietonów o mowie potocznej.